# Альгонкська ера
Альго́нкська е́ра і гру́па (альгонкський період і система) — одна з назв протерозойської ери і групи, введена Волькоттом 1889. 
Назва А. походить від алгонкінів — племен індіанців. 
Амер. геологи розуміли під А. е. час між археєм і палеозоєм, іноді звужуючи його до значення періоду. 
У вітчизн. геолог. літературі на відміну від зарубіжної назва А. е. і г. вживається дуже рідко.